# David Geringas
David Geringas (en lituanien : Dovydas Geringas), né le 29 juillet 1946  à Vilnius, est un violoncelliste et chef d'orchestre lituanien. Il maîtrise également le baryton, un instrument rare associé à la musique de Joseph Haydn.

## Biographie
Né dans une famille de musiciens, David Geringas étudie d'abord en Lituanie puis au Conservatoire de Moscou de 1963 à 1973, où il a pour maître Mstislav Rostropovitch. En 1970, il remporte le premier prix du Concours international Tchaïkovski.
En 1975, Geringas s'installe en Allemagne de l'Ouest. Parmi ses premiers enregistrements remarqués en 1979, le second Concerto pour violoncelle de Haydn et le Concertino de Prokofiev (Eurodisc LP). Durant les années 1980, Geringas construit progressivement sa carrière, apparaissant en soliste avec de grands orchestres et en concert de musique de chambre avec sa femme la pianiste Tatiana Geringas. En 1989, il reçoit le Grand Prix du disque de l'Académie Charles-Cros pour son enregistrement  des 12 Concertos de Boccherini, avec le label Claves Records. D'autres prix suivront, parmi lesquels en 1994 le Prix der Deutschen Schallplattenkritik, pour son enregistrement des concertos pour violoncelle de Hans Pfitzner et le diapason d'or pour son enregistrement de musique de chambre d'Henri Dutilleux.
En tant que soliste, Geringas est apparu avec la plupart des grands orchestres, notamment les orchestres  de Berlin et de Londres, l'Orchestre de Paris, l'Orchestre royal du Concertgebouw, les orchestres symphoniques de Philadelphie et Detroit, et l'Orchestre symphonique de la NHK (Tokyo).
Son répertoire est très étendu, allant du baroque à la musique d'avant-garde ; en tant que violoncelliste Geringas est connu pour ses interprétations des musiques de compositeurs russes anciens et modernes. Parmi ces derniers, Sofia Gubaidulina (dont il a enregistré le Concerto pour violoncelle), Erkki-Sven Tüür, Peteris Vasks, Ned Rorem et  le compositeur estonien Lepo Sumera ont écrit des œuvres spécialement pour lui. Geringas interprète également des œuvres de Boccherini, Haydn, Beethoven, Schubert, Mendelssohn, Brahms, Rachmaninov, Prokofiev ou Chostakovitch. Geringas s'intéresse aussi à la musique ancienne comme le montrent ses interprétations sur des instruments rares et d'époque tels le baryton ou le violoncello piccolo. En 2013, David Geringas a reçu le prix ECHO Klassik pour le meilleur enregistrement de musique de chambre d'œuvres des XXe et XXIe siècles et en 2014 pour le meilleur enregistrement de musique de chambre d'œuvres du XIXe siècle.
Entre 2008 et 2011 huit nouveaux CD ont été publiés, parmi lesquels deux premières mondiales Song et Discorsi de David d'Anatolijus Senderovas et des morceaux pour piano et violoncelle de Rachmaninov, Mendelssohn et Chopin, ainsi que les œuvres complètes pour violoncelle et piano de Beethoven avec le pianiste Ian Fountain, un enregistrement qui a été nommé « Editor's Choice » par le magazine Gramophone.
Le CD du cycle Bach Plus qui comprend les six Suites pour violoncelle de Bach ainsi que des œuvres de divers compositeurs contemporains a été publié en octobre 2011.
Geringas est également chef d'orchestre et dirige des ensembles comme l'Orchestre symphonique d'Islande, l'Orchestre symphonique national du Danemark, l'Orchestre philharmonique de Tokyo, l'Orchestre symphonique de Kyūshū au Japon ainsi que des orchestres en Lettonie, aux Pays-Bas, et au Mexique. Geringas a réalisé quelque 50 enregistrements en tant que chef d'orchestre, disponibles sur des labels divers comme BIS, Chandos, Delos, DG, Erato, Philips, RCA et Teldec.
En 2010, il dirige son premier opéra Eugène Onéguine de Tchaïkovski à Klaipėda, en Lituanie.
Depuis 2000, Geringas est professeur de violoncelle à l'Académie de musique Hanns Eisler de Berlin. Parmi ses élèves figurent Gustav Rivinius, Jens Peter Maintz, Wolfgang Emanuel Schmidt, Monika Leskovar, Tatiana Vassiljeva, Jing Zhao, Johannes Moser, Maximilian Hornung et Sol Gabetta,,,,,,,.
Sa discographie, qui se rapproche aujourd'hui de la centaine de CD, comprend de nombreux enregistrements qui ont été honorés par des prix importants,.
Pour son engagement dans la défense de la musique et des compositeurs lituaniens, David Geringas a remporté les plus hautes récompenses de son pays natal : un doctorat honorifique de l'Académie lituanienne de musique et de théâtre, le Prix national de la culture et de l'art ainsi que la croix de l'Ordre du Mérite de la République fédérale d'Allemagne pour son travail en tant que musicien et ambassadeur culturel du pays sur la scène musicale internationale. David Geringas est professeur honoraire du Conservatoire de Moscou et du Conservatoire central de Pékin.